# Estados generales de 1789

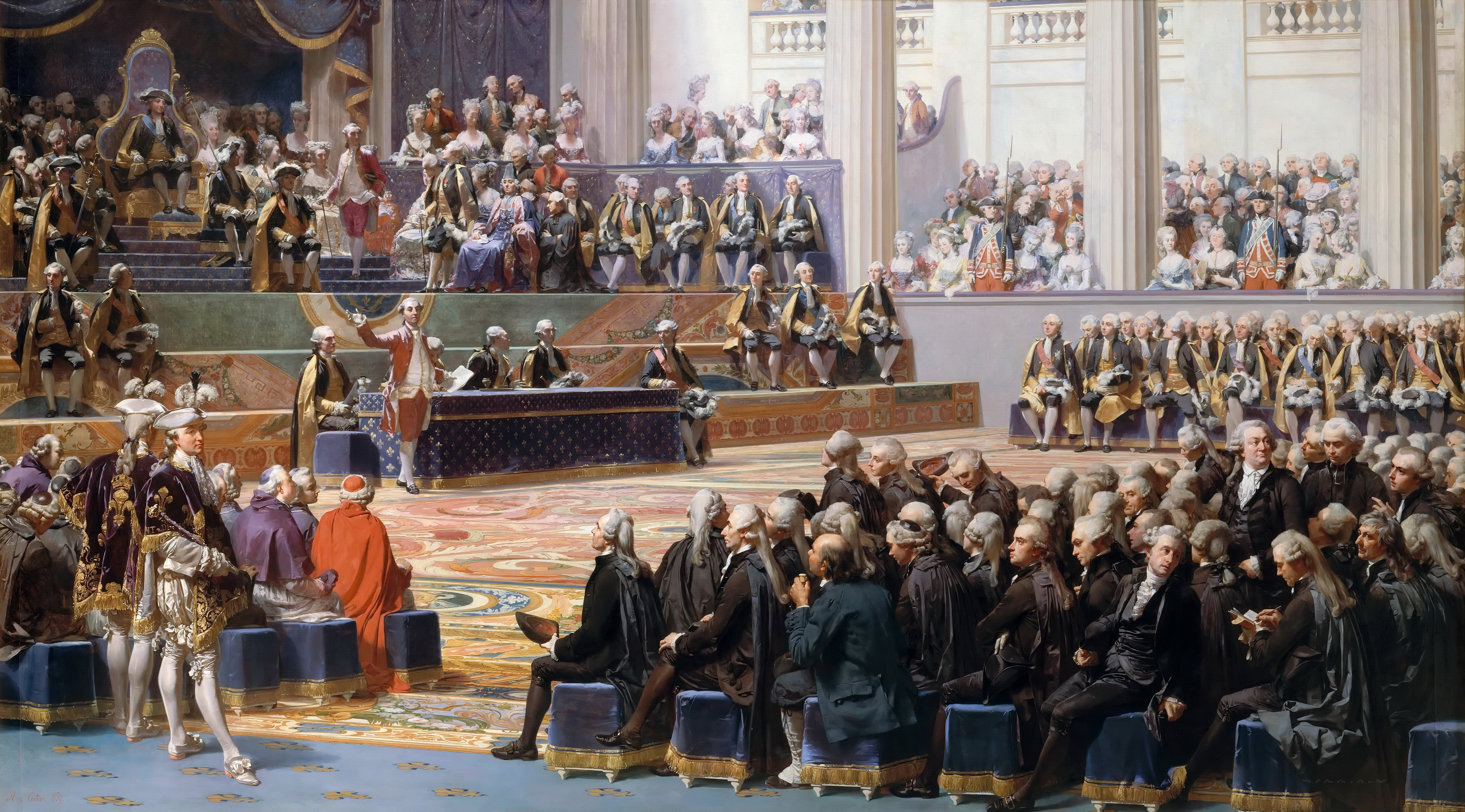
Sesión de apertura de los Estados generales de 1789, el 5 de mayo, en Versalles, según pintura de Auguste Couder. Preside Luis XVI y habla Necker. Se identifican muchos de los participantes.

Los Estados Generales de 1789 fueron los únicos  Estados Generales de Francia convocados con posterioridad a 1614 y los últimos del antiguo régimen de Francia. Se desarrollaron en Versalles, donde residía el rey Luis XVI, en las afueras de París. Se trató de una asamblea general extraordinaria convocada por el rey para encontrar una solución a la grave crisis financiera que padecía el país. Se componía de representantes de los tres estamentos de la sociedad francesa: el clero o primer estado, la nobleza o segundo estado y el pueblo llano o tercer estado. La independencia que demostraron los diputados del tercer estado con respecto a los dos primeros estamentos y a la Corona marcó el verdadero inicio de la Revolución francesa.

## Antecedentes
Entre las causas directas de la Revolución francesa se encuentra la grave crisis financiera causada por la enorme deuda de Francia, la falta de alimentos con la consiguiente subida imparable de los precios, el gasto suntuoso de la monarquía y un sistema impositivo arcaico que recaía exclusivamente sobre los miembros del tercer estado, debido a las exenciones que tenían el clero y la nobleza; esta carga impositiva en la práctica se limitaba al tercer estado, que incluía a la burguesía. Los sucesivos intentos de reformar este sistema se encontraron con la resistencia del primer y segundo estado.

## Apertura de los Estados Generales
La asamblea tuvo lugar en una sala acondicionada para la ocasión en el palacete de los Menus-Plaisirs (Pequeños Placeres), que servía de almacén para decorados de teatro, instrumentos de música y accesorios de deportes de la Corte de Versalles. Estuvieron presentes 1139 diputados: 291 pertenecían al clero, 270 a la nobleza y 578 al tercer estado (este último representaba al 97 % de la población). La sesión inaugural, el 5 de mayo de 1789, fue presidida por el rey Luis XVI. El clero se sentó a la derecha del trono, la nobleza a su izquierda y el tercer estado enfrente. Los oradores fueron el rey, el garde des sceaux, Charles de Paule de Barentin (segundo oficial del gobierno), y el ministro de Hacienda, Jacques Necker.
El rey abrió la sesión con un discurso escueto y bien acogido por los diputados. El ministro Necker pronunció un discurso de dos horas y media. Con este discurso, los diputados se dieron cuenta de que la situación financiera del reino era aún más desastrosa de lo que se pensaba, y de que el gobierno estaba desorientado. Quedó entonces patente el motivo de la convocatoria de los Estados Generales: el grave déficit presupuestario.
Pero el ministro no mencionó el problema que más preocupaba a los diputados: la votación por estamento o por cabeza, que condicionaba la aprobación de cualquier reforma.

## Desarrollo de la asamblea
Ni el clero ni la nobleza formaban bloques homogéneos, ya que también comportaban estratos de ingresos modestos, cuyos intereses y forma de vida se aproximaban a los del tercer estado. La nobleza contaba con un buen número de pequeños nobles campesinos (llamados hobereaux), que poco compartían con la gran nobleza próxima a la Corte. Y entre el clero, los simples curas (bas-clergé) se sentían más cercanos a las reivindicaciones de sus feligreses que a sus superiores eclesiásticos. 
La nobleza y el clero reclamaban el voto por estamento, que les aseguraba la mayoría sin necesidad de lograr un consenso. El tercer estado pedía el voto por cabeza, que permitía más igualdad en la votación, y debates abiertos. Ante la negativa de los dos primeros estados y el consecuente bloqueo de toda votación, el tercer estado, aconsejado por el sacerdote Sieyès (diputado del tercer estado), invitó a los diputados de la nobleza y del clero a que se unieran a ellos. Dos nobles y 149 miembros del clero lo hicieron.

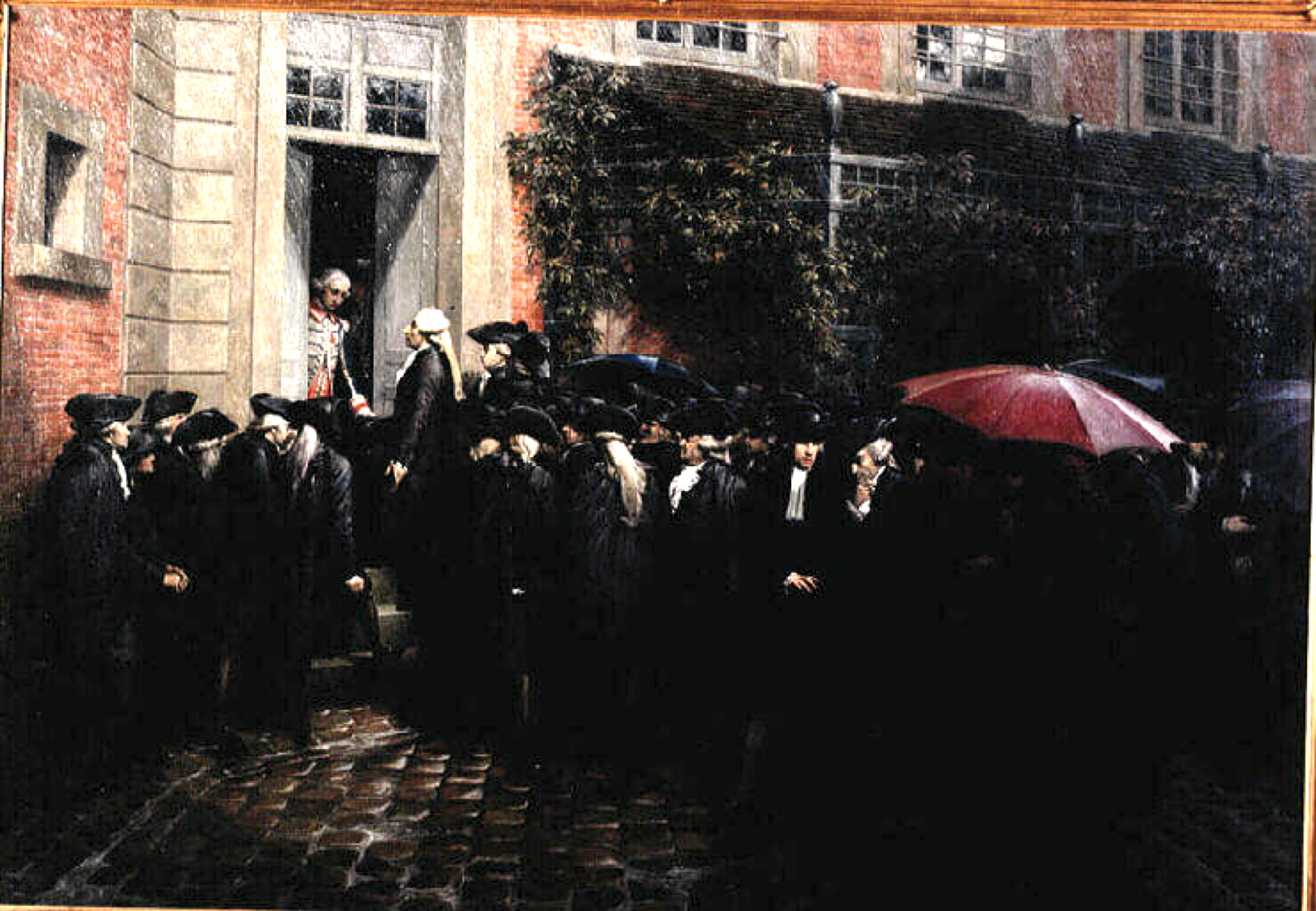
Los diputados del tercer estado piden que se les deje entrar en la sala de los Menus-Plaisirs. Óleo de Lucien-Étienne Mélingue.

Se produjo, por lo tanto, una revolución de carácter jurídico: se desmantelaron los estamentos tradicionales del reino, los que fueron sustituidos por una asamblea única en representación de todo el pueblo. A propuesta de Sieyès, tomó el nombre de Asamblea Nacional el 17 de junio de 1789. Ante este acto revolucionario, el rey Luis XVI mandó cerrar la sala y prohibió su entrada a los representantes del tercer estado, en contra de la opinión de su ministro Necker.

Dibujo para El Juramento del Juego de Pelota (1791), obra de Jacques Louis David, museo nacional del castillo de Versalles y de Trianon.

La Asamblea Nacional encontró, gracias al doctor Guillotin, diputado del tercer estado, otro lugar de reunión, la Sala del Juego de Pelota de Versalles. Y el 20 de junio de 1789, los diputados juraron no separarse antes de haber dado una Constitución al país, lo que se conoce como Juramento del Juego de Pelota. El 23, el rey ordenó su disolución y mandó llevar la orden al decano del tercer estado, Jean Sylvain Bailly, primer presidente de la asamblea. El diputado Mirabeau habría pronunciado entonces la célebre frase «Estamos aquí por la voluntad del pueblo y solo saldremos por la fuerza de las bayonetas». El 27, el rey cedió e invitó a la nobleza y al clero a que se unieran a la nueva asamblea. El 9 de julio, la asamblea adoptó el nombre de Asamblea Constituyente.
Esta revolución jurídica y pacífica acababa de poner fin a siglos de absolutismo monárquico, sustituyendo el sistema de gobierno por una monarquía parlamentaria.